# Twilight Zone (singel Iron Maiden)
Twilight Zone (ang. stan zawieszenia) – piąty singel brytyjskiej heavymetalowej grupy Iron Maiden, wydany 2 marca 1981. Singel promował płytę Killers.
Początkowo tytułowy utwór był przeznaczony na stronę B singla, ale grupa uznała, że jest na tyle dobry, by zamieścić go na szczycie listy ścieżek. „Twilight Zone” znajdował się jedynie na amerykańskiej wersji płyty Killers, zaś w Europie pojawił się tylko jako singel. Dopiero w 1998 zespół umieścił go na reedycji rzeczonego albumu.
Utwór opowiada o duszy w czyśćcu, która wyczekuje przybycia swojej dawnej miłości. Rozważa nawet zabicie jej, by mogła do niego dołączyć.
„Wrathchild” (ang. dziecko gniewu) to klasyczny heavymetalowy utwór o gniewnym młodym człowieku poszukującym ojca, którego nigdy nie poznał.
Grafika na okładce jest autorstwa Dereka Riggsa. Jest to ilustracja tytułowego utworu – dusza (w której rolę wciela się Eddie – maskotka Iron Maiden) skrada się za kobietą przeglądającą się w lustrze.

## Lista utworów
1. „Twilight Zone” (Steve Harris, Dave Murray) – 2:31
2. „Wrathchild” (Steve Harris) – 2:54

## Twórcy
- Paul Di’Anno – śpiew
- Steve Harris – gitara basowa, podkład wokalny
- Dave Murray – gitara
- Adrian Smith – gitara, podkład wokalny
- Clive Burr – perkusja